# ニコライ・ニキフォロフ
ニコライ・アナトーリエヴィチ・ニキフォロフ（ロシア語: Никола́й Анато́льевич Ники́форов、ラテン文字転写の例：Nikolay Anatolyevich Nikiforov、1982年6月24日 - ）はロシアの政治家、IT起業家。2012年5月21日にウラジーミル・プーチン大統領により、ドミートリー・メドヴェージェフ内閣の通信情報大臣に任命された。

## 政治
2014年3月、ロシア政府関係者はセキュリティー強化のために、米アップルのタブレット型端末iPadの使用をやめ、特別に保護され機密情報も扱える韓国サムスン電子の端末に切り替えた。この時、対露制裁への報復ではなく、米企業を締め付ける意図はないとしつつも、米国が通信傍受の範囲を著しく広げており、露政府と契約する企業の多くに深刻な懸念をもたらしているとの報告に言及した。
2015年12月、インターネットエコノミーフォーラムにて、「ブロックチェーンは通貨だけでなくあらゆる場所に利用可能だ。この技術がどのように公共のためになるのかを確認しなければならない。5-10年後を見据えてこのテクノロジーが国家と公衆の関係をどのように助けるのかを確かめる必要がある」と語った。
2016年5月、タタールスタン共和国の科学特区インノポリス に、IT企業向けのロシア携帯OS開発センターが開設されたと、ツイッターで発表した。OSの開発を行っているのは、オトクルィタヤ・モビリナヤ・プラトフォルマ（OMP）。
2016年7月、「ポケモンGOは国外の情報機関によって作られた疑いがある」と述べた。モスクワ市民は8月末までに、ポケモンGOを模倣したモスクワ市政府監修のゲーム「ディスカバー・モスクワ」で遊べるようになるという。
2016年12月16日(金)、プーチン・ロシア連邦大統領の日本公式訪問に随伴する形で来日し、総理大臣公邸において日ロ両国首脳の立ち合いの下、高市早苗総務大臣との間で、『総務省とロシア連邦通信マスコミ省との間の、ICT分野及び郵便分野における協力に係る覚書』  の交換を行う。

## 略歴
2004年 カザン大学経済学部卒業
2001年-2005年 インターネットポータルサイト "e-Kazan.ru" 運営チーム副代表
http://e-kazan.ru
2004年-2005年 株式会社「現代的なインターネット技術」副社長
2005年-2006年 タタールスタン共和国首相顧問(IT担当)
2006年-2010年 タタールスタン共和国ITセンター所長
2010年4月22日-2012年5月21日 タタールスタン共和国副首相兼通信情報大臣
2012年5月21日- 大統領令によりロシア連邦通信情報大臣に任命される。

## 家族構成
妻、二人の娘、息子。